# Maják Port Manec'h
Maják Port-Manec'h nebo bretonsky Beg ar vechen je umístěn na stejnojmenném výběžku u ústí řeky Aven a naproti ústí řeky Bélon u obce Névez. 
Maják byl postaven v letech 1866 a 1867 po několika stávkách zedníků, kteří dostávali málo zaplaceno. 
Maják je konstruován jako bílá cylindrická věž na vrcholu přecházející v červenou laternu. 
Byl elektrifikován roku 1936.
Strážný domek se nachází pod stavbou (majetek státu).

## Galerie

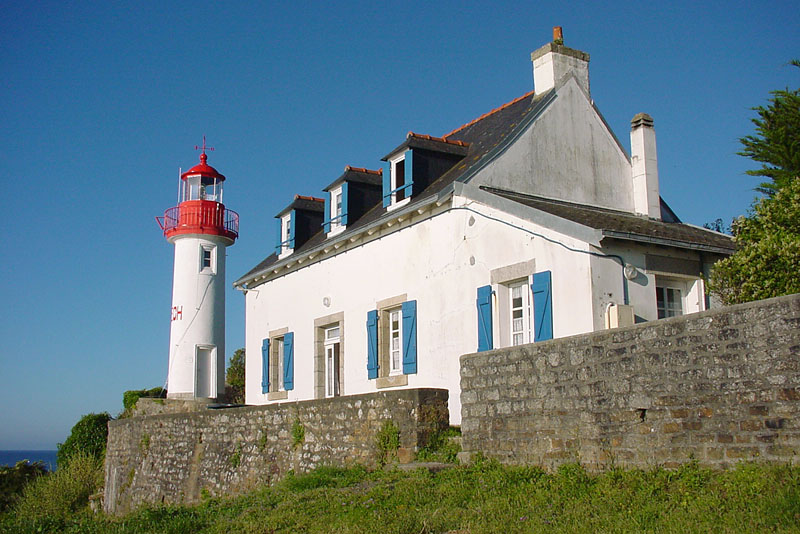
Maják a strážní domek.
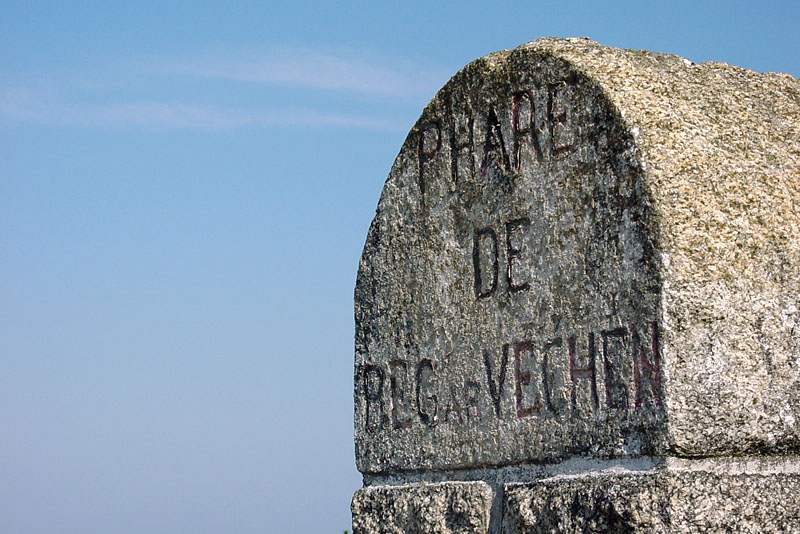
Pilíř starého majáku Port Manec'h.
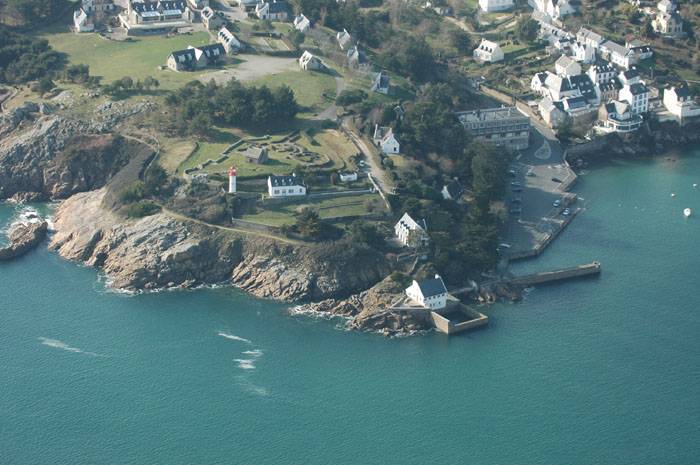
Letecký pohled na Port-Manec'h
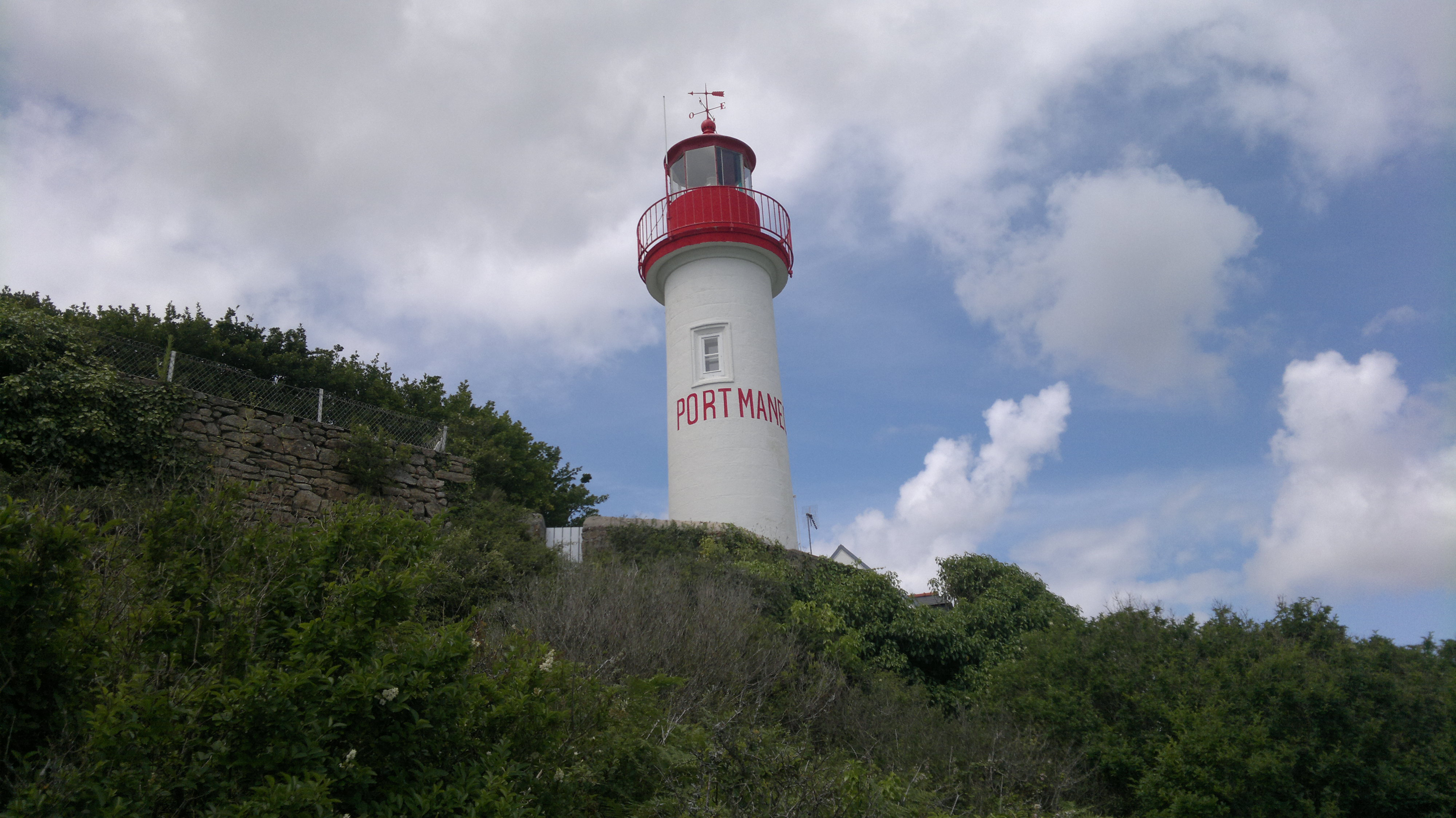
Maják Port Manec'h